# Phyllostomus latifolius
Phyllostomus latifolius (Thomas, 1901) è un pipistrello della famiglia dei Fillostomidi diffuso nell'America meridionale.

## Descrizione

### Dimensioni
Pipistrello di medie dimensioni, con la lunghezza totale tra 91 e 95 mm, la lunghezza dell'avambraccio tra 56 e 59 mm, la lunghezza della coda tra 13 e 17 mm, la lunghezza del piede tra 14 e 17 mm, la lunghezza delle orecchie tra 27 e 29 mm e un peso fino a 30 g.

### Aspetto
La pelliccia è corta, soffice e fine. Le parti dorsali sono bruno-grigiastro scuro, più grigiastre sulla testa e la nuca, mentre le parti ventrali sono grigiastre scure. Il muso è allungato, la foglia nasale è lanceolata, con la porzione anteriore non saldata al labbro superiore. Sul mento è presente un solco longitudinale contornato da due cuscinetti verrucosi. Le orecchie sono triangolari, con l'estremità arrotondata e separate tra loro. Il trago è lungo circa un terzo del padiglione auricolare ed appuntito. e attaccate posteriormente lungo le anche. La coda è corta e si estende con l'estremità che fuoriesce dalla superficie dorsale dell'ampio uropatagio. Il calcar è lungo quanto il piede. Il cariotipo è 2n=32 FNa=58.

## Biologia

### Comportamento
Si rifugia all'interno di grotte.

### Alimentazione
Si nutre di insetti, piccoli vertebrati, parti di fiori e frutta.

### Riproduzione
Una femmina gravida con un embrione è stata catturata in Brasile nel mese di novembre.

## Distribuzione e habitat
Questa specie è diffusa nella Colombia sud-orientale, Venezuela e Guyana meridionali, Suriname, Guyana francese e negli stati brasiliani settentrionali del Pará e Amazonas.
Vive nelle foreste mature.

## Conservazione
La IUCN Red List, sebbene potrebbe essere considerata nella categoria con dati insufficienti ma con un'area relativamente ampia di habitat intatto all'interno del suo areale, classifica P.latifolius come specie a rischio minimo (Least Concern)).